# Родной Край (Золочевский район)
Родной Край, до 2016 Советское (укр. Рідний Край) — село, Должикский сельский совет, Золочевский район, Харьковская область, Украина.
Код КОАТУУ — 6322682504. Население по переписи 2001 года составляет 33 (14/19 м/ж) человека.

## Географическое положение
Село Родной Край находится на правом берегу Рогозянского водохранилища, выше по течению на расстоянии в 2 км расположено село Окнино, ниже по течению в 4-х км — село Малая Рогозянка, на противоположном берегу — село Маяк.
Село окружено лесным массивом (дуб), к селу примыкает массив садовых участков.

## История
- 1919 — дата основания.
- В 1940 году, перед ВОВ, на хуторе Родной Край был 31 двор.[2]